# Pohlia inflexa
Pohlia inflexa är en bladmossart som beskrevs av Roelof J.van der Wijk och Margadant 1965. Pohlia inflexa ingår i släktet nickmossor, och familjen Bryaceae. Inga underarter finns listade i Catalogue of Life.